# یوهی هایاشی

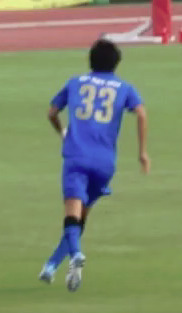
هایاشی فوتبالیست ژاپنی

یوهی هایاشی (ژاپنی: 林 容平؛ زادهٔ ۱۶ ژوئیهٔ ۱۹۸۹) یک بازیکن فوتبال اهل ژاپن است.
از باشگاه‌هایی که در آن بازی کرده‌است می‌توان به باشگاه فوتبال توکیو، باشگاه فوتبال فاگیانو اوکایاما، باشگاه فوتبال اوئیتا ترینیتا و باشگاه فوتبال بلاوبلیتز آکیتا اشاره کرد.